# Turnê D'As Super Novas
Turnê d'As Supernovas foi a sérima turnê oficial da cantora brasileira Ivete Sangalo, iniciada em 2006 para a divulgação de seu álbum As Supernovas.

## Antecedentes
Em agosto de 2005, foi lançado o álbum As Super Novas. O álbum incluia dez faixas inéditas, havendo tiragem inicial de 650 mil cópias e tendo como principais sucessos as canções "Abalou", "A Galera", "Chorando Se Foi", "Soy Loco Por Ti América" e "Quando A Chuva Passar", incluída na trilha sonora de Cobras & Lagartos). Seu título é uma brincadeira em relação ao álbum anterior, o MTV Ao Vivo. Com 12 faixas, o álbum recebeu uma certificação de diamante com mais de 1 milhão de vendas, o que consolidou-a como uma das maiores cantoras com vendagens de discos no Brasil. Ainda em 2005, Ivete recebeu o Prêmio TIM de 'Melhor Cantora Regional' e de 'Melhor Cantora' no voto popular.

## Desenvolvimento
"Entrar no palco com aquelas labaredas nos cenários, me arrepiou toda, pois dá um calor na alma. O meu público merecia um show assim, ofereci o melhor que podia."

— Ivete sobre os efeitos especiais da turnê.
A turnê estava prevista para estrear logo após o lançamento do álbum, no segundo semestre de 2005, porém acabou atrasando um ano para ser lançada, uma vez que Ivete quis reestruturar todo o palco e incrementar novos cenários, buscando referências em artistas de outros países. A estreia oficial aconteceu apenas em 5 de agosto de 2006, em Salvador, com um público de 60 mil pessoas. Durante entrevista ao Terra Ivete explicou que era um passo importante para sua carreira lançar uma turnê sob uma super-produção: "Este é um momento de realização, pensei muito neste show, afinal, não só cantei como também sou responsável pela direção e escolha do repertório. Quis preparar este show com tranquilidade. Eu fiz um show para arrepiar mesmo, e consegui, meu público merece".
A turnê trouxe um palco com o dobro de tamanho do anterior, contendo de 20 metros de comprimento, além de dois elevadores para a movimentação da cantora em entrar e sair dele entre as trocas de roupa. Ivete entrava no palco em cima de uma moto, totalmente vestida de couro, explicando que era seu momento de domínio de sua carreira: "Esse figurino representa meu novo momento, mostra meu lado tigresa". Um dos elevadores trazia, em certo momento do show, um piano para que a cantora tocasse "Quando a Chuva Passar" enquanto cantava. O roteiro ficou por conta do Rafael Dragaud, enquanto a cenografia foi feita por Rafael Dragaud e a coreografia ensaiada por José Cláudio Ferreira. A turnê ainda utilizou um telão em LED 15X6m, que projetou imagens de cenário no fundo do palco, além de painéis G-Lec de tecnologia alemã ao redor do palco. Durante as canções de samba-reggae o cenário da Jamaica era projetado, simulando o local.

## Público
O show da cantora em Campo Grande vendeu 20 mil ingressos.

## Repertório
1. "Abalou"
2. "Festa"
3. "Sorte Grande"
4. "Levada Louca" / "Arerê"
5. "Poder"
6. "Canibal"
7. "De Ladinho"
8. "Flor do Reggae"
9. "Mega Beijo"
10. "Na Bahia"
11. "Não Me Conte Seus Problemas"
12. "Cadê Você?"
13. "A Galera"
14. "Chorando Se Foi" (cover de Kaoma)
15. "Céu da Boca"
16. "Piriri Pompom" (cover de Oz Bambaz)
17. "Quando a Chuva Passar"
18. "Se Eu Não Te Amasse Tanto Assim"
19. "Eh! Maravilha"
20. "Tô Na Rua"
21. "Empurra-Empurra"

1. "Abalou"
2. "Festa"
3. "Sorte Grande"
4. "Não Quero Dinheiro (Só Quero Amar)" (cover de Tim Maia)
5. "Levada Louca" / "I Got You (I Feel Good)" (cover de James Brown)
6. "Tô na Rua"
7. "Empurra-Empurra"
8. "Berimbau Metalizado"
9. "Flor do Reggae"
10. "A Galera"
11. "Chorando Se Foi" (cover de Kaoma) / "Preta" (cover de Beto Barbosa)
12. "Onde Você Mora" (cover de Cidade Negra)
13. "Céu da Boca"
14. "Piriri Pompom" (cover de Oz Bambaz) / "Problemática" (cover de Parangolé) / "Só as Cabeças" (cover de Parangolé)
15. "Você Não Vale Nada" (cover de Calcinha Preta)
16. "Não Me Conte Seus Problemas"
17. "Quando a Chuva Passar"
18. "País Tropical"  (cover de Tim Maia)
19. "Arerê

## Datas
| Data                    | Cidade               | País           | Extras                                         |                |
| América do Sul          | América do Sul       | América do Sul | América do Sul                                 | América do Sul |
| ----------------------- | -------------------- | -------------- | ---------------------------------------------- | -------------- |
| 5 de agosto de 2006     | Salvador             | Brasil         | Parque de Exposições                           |                |
| 6 de agosto de 2006     | São Paulo            | Brasil         |                                                |                |
| 11 de agosto de 2006    | Sete Lagoas          | Brasil         |                                                |                |
| 12 de agosto de 2006    | Vitória              | Brasil         |                                                |                |
| 13 de agosto de 2006    | Goiânia              | Brasil         | Goiânia Arena                                  |                |
| 18 de agosto de 2006    | Ipatinga             | Brasil         |                                                |                |
| 19 de agosto de 2006    | Brasília             | Brasil         |                                                |                |
| 20 de agosto de 2006    | Nova Iguaçu          | Brasil         |                                                |                |
| 20 de agosto de 2006    | Barretos             | Brasil         |                                                |                |
| 25 de agosto de 2006    | Teresina             | Brasil         |                                                |                |
| 26 de agosto de 2006    | Fortaleza            | Brasil         |                                                |                |
| 27 de agosto de 2006    | Belém                | Brasil         |                                                |                |
| 1 de setembro de 2006   | Campo Grande         | Brasil         | Parque de Exposições Laucídio Coelho Neto      |                |
| 2 de setembro de 2006   | Maringá              | Brasil         | Estádio Regional Willie Davids 20.000 / 20.000 |                |
| 6 de setembro de 2006   | Aracaju              | Brasil         |                                                |                |
| 8 de setembro de 2006   | Serrinha             | Brasil         |                                                |                |
| 9 de setembro de 2006   | Porto de Galinhas    | Brasil         |                                                |                |
| 10 de setembro de 2006  | Maceió               | Brasil         |                                                |                |
| 22 de setembro de 2006  | Divinópolis          | Brasil         |                                                |                |
| 23 de setembro de 2006  | Campinas             | Brasil         |                                                |                |
| América do Norte        |                      |                |                                                |                |
| 29 de setembro de 2006  | Miami                | Estados Unidos |                                                |                |
| 30 de setembro de 2006  | Nova York            | Estados Unidos |                                                |                |
| 1 de outubro de 2006    | Nova York            | Estados Unidos |                                                |                |
| América do Sul          |                      |                |                                                |                |
| 7 de outubro de 2006    | Campina Grande       | Brasil         |                                                |                |
| 8 de outubro de 2006    | Garanhuns            | Brasil         | Arena Hall                                     |                |
| 11 de outubro de 2006   | Porto Seguro         | Brasil         |                                                |                |
| 13 de outubro de 2006   | São Luís             | Brasil         |                                                |                |
| 15 de outubro de 2006   | São Luís             | Brasil         |                                                |                |
| 19 de outubro de 2006   | Alfenas              | Brasil         |                                                |                |
| 20 de outubro de 2006   | Governador Valadares | Brasil         |                                                |                |
| 21 de outubro de 2006   | Belo Horizonte       | Brasil         |                                                |                |
| 22 de outubro de 2006   | Volta Redonda        | Brasil         |                                                |                |
| 27 de outubro de 2006   | Florianópolis        | Brasil         |                                                |                |
| 28 de outubro de 2006   | Ribeirão Preto       | Brasil         |                                                |                |
| 10 de novembro de 2006  | Barueri              | Brasil         |                                                |                |
| 12 de novembro de 2006  | Vitória              | Brasil         |                                                |                |
| 15 de novembro de 2006  | Canoas               | Brasil         |                                                |                |
| 17 de novembro de 2006  | Meleiro              | Brasil         |                                                |                |
| 18 de novembro de 2006  | Chapecó              | Brasil         |                                                |                |
| 19 de novembro de 2006  | Passo Fundo          | Brasil         |                                                |                |
| 24 de novembro de 2006  | Belém                | Brasil         |                                                |                |
| 26 de novembro de 2006  | Belém                | Brasil         |                                                |                |
| 2 de dezembro de 2006   | Natal                | Brasil         |                                                |                |
| 8 de dezembro de 2006   | Guarapuava           | Brasil         |                                                |                |
| 9 de dezembro de 2006   | Londrina             | Brasil         |                                                |                |
| 10 de dezembro de 2006  | Foz do Iguaçu        | Brasil         | Estádio do ABC                                 |                |
| 16 de dezembro de 2006  | Rio de Janeiro       | Brasil         | Maracanã                                       |                |
| 22 de dezembro de 2006  | Salvador             | Brasil         |                                                |                |
| 25 de dezembro de 2006  | Arraial d'Ajuda      | Brasil         |                                                |                |
| 28 de dezembro de 2006  | Araranguá            | Brasil         |                                                |                |
| 29 de dezembro de 2006  | Guaratuba            | Brasil         |                                                |                |
| 30 de dezembro de 2006  | Araranguá            | Brasil         |                                                |                |
| 31 de janeiro de 2007   | Florianópolis        | Brasil         |                                                |                |
| 5 de janeiro de 2007    | Votuporanga          | Brasil         |                                                |                |
| 6 de janeiro de 2007    | Guarujá              | Brasil         |                                                |                |
| 7 de janeiro de 2007    | Guarapari            | Brasil         |                                                |                |
| 12 de janeiro de 2007   | Rio de Janeiro       | Brasil         |                                                |                |
| 13 de janeiro de 2007   | Itaparica            | Brasil         | Praia do Forte                                 |                |
| 14 de janeiro de 2007   | João Pessoa          | Brasil         |                                                |                |
| 21 de janeiro de 2007   | Aracaju              | Brasil         |                                                |                |
| 25 de janeiro de 2007   | Salvador             | Brasil         | Festival de Verão Salvador                     |                |
| 27 de janeiro de 2007   | Fortaleza            | Brasil         |                                                |                |
| 2 de fevereiro de 2007  | Juazeiro             | Brasil         |                                                |                |
| 4 de fevereiro de 2007  | Recife               | Brasil         |                                                |                |
| 15 de fevereiro de 2007 | Salvador             | Brasil         | Carnaval de Salvador                           |                |
| 17 de fevereiro de 2007 | Salvador             | Brasil         | Carnaval de Salvador                           |                |
| 18 de fevereiro de 2007 | Salvador             | Brasil         | Carnaval de Salvador                           |                |
| 19 de fevereiro de 2007 | Salvador             | Brasil         | Carnaval de Salvador                           |                |
| 20 de fevereiro de 2007 | Salvador             | Brasil         | Carnaval de Salvador                           |                |
| 21 de fevereiro de 2007 | Salvador             | Brasil         | Carnaval de Salvador                           |                |